# Guitar Slim
Eddie 'Guitar Slim' Jones (Greenwood, 10 december 1926 - New York, 7 februari 1959) was een Amerikaanse bluesgitarist.

## Carrière
Na zijn militaire dienstplicht tijdens de Tweede Wereldoorlog begon Jones in clubs in de omgeving van New Orleans te spelen. Zijn voorbeelden waren T-Bone Walker en Clarence 'Gatemouth' Brown.
Door zijn extravagante shows kreeg hij al vlug bekendheid. Hij ging gekleed in felgekleurde kostuums en verfde zijn haar overeenkomstig. Met zijn gitaar liep hij tussen het publiek, begeleid door een assistent die de 100 meter lange versterkerkabel moest meetrekken. Af en toe klom hij op de schouders van de assistent of speelde hij buiten voor de club, waar hij het verkeer deed stilstaan. Hij experimenteerde met een vervormde gitaarsound, die een decennium later door rocksterren als Jimi Hendrix weer werd gebruikt. 
Rond 1950 veranderde hij zijn naam in de artiestennaam Guitar Slim. In 1951 maakte hij zijn eerste opnamen. Een eerste hit had hij met Feelin' Bad (1952), dat ook werd opgenomen door Ray Charles. In 1954 verscheen The Things That I Used to Do bij Specialty Records, tot op vandaag een bluesstandard. Verdere hits waren It Hurts to Love Somebody en Down Through The Years. Zijn band op tournee en in de studio werd geleid door de bassist Lloyd Lambert.

## Alcoholverslaving en overlijden
Jones was een stevige drinker en een notoire vrouwenversierder. Zijn overmatig alcoholverbruik zorgde voor problemen. In 1959 kreeg hij een longontsteking, waardoor hij, in samenhang met alcohol, op 32-jarige leeftijd tijdens een tournee overleed. Hij werd samen met zijn gitaar bijgezet in Thibodaux (Louisiana). Een van zijn zoons nam de muzikale erfenis van zijn vader over en trad op als Guitar Slim jr.
Jones werd in 2007 opgenomen in de Blues Hall of Fame.
- Bibliothèque nationale de France: cb13894821z (data)
- Gemeinsame Normdatei: 1089604173
- International Standard Name Identifier: 0000 0000 7142 2455
- Library of Congress Control Number: n90676813
- MusicBrainz: b099cc2b-e9a3-4fa9-b822-4f40248bd145
- Nederlandse Thesaurus van Auteursnamen: 097849642
- LIBRIS: 304755
- SNAC: w6db96s6
- Système universitaire de documentation: 243595549
- Virtual International Authority File: 116145970332732252579